# 박원순
박원순(朴元淳, 1955년 2월 11일~2020년 7월 9일)은 대한민국의 정치인이다. 정계 입문 이전에는 변호사 겸 시민사회운동가로서 참여연대, 아름다운가게, 희망제작소 등에서 활동하였다. 이후 정계에 입문해 제35-37대 서울특별시장을 역임하였으나 여비서 성추행으로 고소를 당하자 스스로 극단적 선택을 하였고 이후 재판결과 법원에서 성추행이 인정됐다.
서울특별시장 재임 이전에는 성폭행 및 성희롱을 당한 피해자를 변호하는 성범죄 전문 변호사로서 명성을 얻었다. 그러나 이러한 행보와는 정반대로 서울특별시장 임기 중에, 2021년 1월 14일에 진행된 사법부의 판결과 1월 25일 진행된 국가인권위원회의 조사에 의해 사실로 확인된 여비서에 대한 성추행 및 음란 메시지 전송 등을 했다는 폭로를 하여 2020년 7월 8일 고소장을 접수했으며, 고소장이 접수된 다음날(2020년 7월 9일)에 스스로 목숨을 끊어 세상을 떠났다.

## 생애
1956년 3월 26일 출생으로, 자신은 1955년 2월 11일(음력 1월 19일) 태어났다고 주장한다.
경상남도 창녕군에서 박길보와 노을석의 2남 5녀 중 차남으로 태어났다. 경기고등학교에 입학하여 1974년 졸업하였다. 이후 재수를 해서 1975년 서울대학교 사회계열에 입학하였으나 입학한지 수개월만에 유신체제 반대 학생 운동과 관련하여 긴급조치 위반으로 구속되면서 대학에서 제적되었다. 이후 단국대학교 사학과에 입학하여 졸업했다.
1978년 법원 사무관 시험에 합격하여 1978년 12월 춘천지방법원 정선등기소 소장으로 근무하였고 1980년 사법시험에 합격하여 1982년 대구지방검찰청 검사로 첫 발령을 받았으나, 6개월 만에 사표를 내고 1983년 변호사로 개업했다.

### 인권변호 및 시민운동

#### 부천경찰서 성고문 사건 변론
1986년 부천서 성고문 사건은 당시 부천경찰서(지금의 부천 소사경찰서)의 경장이던 문귀동이 조사과정에서 당시 22세이던 대학생 권인숙을 성적으로 추행한 사건이다. 박원순은 조영래 등과 함께 피해자 권인숙의 변호인단을 맡았다.

#### 서울대 우 조교 성희롱 사건 변론
서울대 우조교 성희롱 사건은 1993년 서울대학교 우 모 조교가 신정휴 교수에게 성희롱을 당했다고 고발한 사건으로 대한민국에서 최초로 제기된 성희롱 관련 소송이었다. 박원순은 우 조교의 변호인단에서 활동했다. 6년간의 법정투쟁이 이어졌고, 결국 1999년 6월 25일 신 교수가 우 조교에게 500만 원을 지급하라는 최종판결이 나왔다.

#### 역사문제연구소
박원순은 변호사 활동으로 번 돈으로 이태원 청화아파트(184m2)와 주택 등 부동산을 취득했으나, 시민활동가로 들어서면서 재산을 모두 처분했다.
부동산은 그가 초대 이사장을 지낸 역사문제연구소를 1996년 설립하면서 건물 부지를 마련하는데 사용했다. 이 부동산의 가치를 현재 기준으로 환산하면 수십억 원에 달한다.

#### 참여연대
1996년에는 참여연대 사무처장일에 집중하기 위해 변호사 일도 접었다. 부인 강난희가 1999년부터 생계를 책임지기 위해 P&P디자인 인테리어 회사를 차렸다. 박원순이 서울시장 선거를 치르면서, 또 시장 당선 후 강난희가 사업을 급하게 처분하면서 빚은 더 늘었다.
1999년 10월 6일 대한변호사협회는 참여연대 사무처장이던 박원순을 "전 검찰총장 부인에 대한 옷로비 의혹 사건 진상규명을 위한 특별검사" 후보 2명 중 한 명으로 추천했다. 그러나 1999년 10월 8일 대통령 김대중은 다른 후보자였던 최병모 변호사를 특별검사로 임명했다.

#### 여성 국제 전범 법정 활동
2000년 12월 열린 여성국제전범법정은 일본군의 전쟁범죄 특히 일본군 위안부 조직과 강제연행, 위안부 소내 강간·고문·상해·학대·살인 행위를 비판·검증하는 목적으로 세워진 민간 법정이다.
대한민국측 검사로 참여한 박원순은 “한반도는 10만 명 이상이 군대위안부로 동원된 최대 피해국이었고 식민지 지배가 그 배경이었다. 과거를 기억할 수 없는 사람은 그 잘못을 되풀이할 수밖에 없다”면서 일본 왕의 처벌과 배상을 주장했다.
한편, 박원순의 아버지가 일제시대 보국대에서 7년간 복무했다는 주장이 제기돼 논란이 일기도 했으나, 박원순 측은 “노무자로 징집돼 철도부역과 건설작업을 했다”고 반박했다.

#### 국회의원 불법 낙선운동
박원순은 16대 총선을 앞둔 2000년 1월 12일 참여연대와 환경연합 등 420여 개 시민단체와 함께 2000년 총선 부패정치 청산 시민연대(이하 총선연대)를 구성, 단체 상임집행위원장 자격으로 낙천·낙선 운동을 이끌었다. 박원순은 후보 공천반대 인사 선정 기준과 적용에 대해, “병역사항·재산변동·부패혐의, 선거법위반, 헌정질서 파괴와 반인권 행위, 의정활동 성실성, 법안·정책에 대한 태도, 반의회ˑ반유권자적 행위” 등을 적용했다고 밝혔다. 선거법 87조는 선거일 20일 전부터 시작된 공식 선거운동기간 중 시민단체가 특정 후보를 지지하거나 반대하는 행위를 할 수 없도록 규정해 놓았다. 따라서 총선연대의 낙천·낙선운동은 명백한 선거법 위반이지만, 총선연대는 아랑곳하지 않았다. 낙천·낙선운동이 벌어졌던 2000년 16대 총선에서 대상자 132명 중 72.3%인 102명이 낙선했다.
서울지방법원 민사 13부는 2002년 9월 26일 이종찬 당시 민주당 상임고문이 "총선연대가 낙선운동을 벌이며 허위사실을 유포하고 참정권을 침해했다"면서 박원순 등 총선연대 간부 4명을 상대로 낸 손해배상 청구소송에서 "피고는 연대해서 원고에게 1000만원을 지급하라"고 판시했다.
2004년 9월 21일에는 이사철 전의원이 박원순 등 총선연대 간부 5명을 상대로 낸 손해배상 청구소송 결과, 대법원은 판결문에서 "(낙선운동은) 선거에서 공정한 경쟁을 통해 유권자들에게 평가받게 될 것이라는 이 씨의 기대를 침해한 것이므로 정신적 고통을 보상하는 위자료를 지급할 의무가 있다"고 밝혔다.

#### 아름다운재단 설립
2000년 아름다운재단을 설립해 1% 나눔 운동, 동아일보와 "세상에서 가장 아름답게 돈쓰기" 공동캠페인, 인터넷 중앙일보와 공동으로 "따뜻한 세상 만들기" 온라인 캠페인, 작가들의 아름다운 나눔 인세 1% 기부운동 그리고 네이버와 기부포털사이트 해피빈 창립을 함께하여 기부문화의 대중화를 위한 활동을 하였다. 또한 아름다운재단을 통해 모인 기부금을 통해 한부모 여성 가장 창업을 지원하는 '희망가게 사업', 태평양제약과 함께 독거 노인들에게 생계비 등을 지원하는 '노인지원 기금 사업', 미숙아의 치료비를 지원하는 '다솜이 작은 숨결 살리기 사업' 등의 사회적 사업을 실천하였다.
2002년 아름다운가게를 설립, 헌 물건을 기증받아 수선하여 되파는 형태의 재사용 나눔가게, 제3세계 저개발국 공정무역 윤리적 소비문화 운동, 재활용 디자인 사업, 국제구호를 위한 모급사업을 하였다. 2006년 희망제작소를 설립하여 지역사회 운동, 청년 벤처 운동, 소기업 지원 운동을 했다.
2006년 만해상, 막사이사이상 '공공봉사'부문을 수상하였다.

#### 결식제로 운동
2010년 12월 8일 한나라당이 국회 본회의에서 2011년 예산안을 강행 처리하며 급식 관련 예산 285억 원을 전액 삭감해 새해가 시작되는 일주일 뒤부터 당장 급식 지원이 끊기는 아이들이 나올 수 있는 상황이 되자 박원순은 즉각적으로 '결식제로' 운동을 시작했다. 2010년 당시 결식제로 운동을 선언하며 박원순은 "어떻게 밥 굶는 아이들의 급식비까지 깎아버린다는 말입니까", "국가가 책임을 지지 못하면 국민이라도 나서서 책임을 다해야 한다"며 "밥 굶은 아이들을 생각하면서 오늘부터 하루에 한 끼를 굶어 12월 중으로 4만원(한 끼당 5000원×8끼)을 내놓으려 한다", "대한민국 정부가 버린 아이들 우리가 먹입시다"라고 말했다. 국민 100만명이 참여해 400억원을 모으면 결식아동 겨울방학 급식비를 해결할 수 있다는 아이디어다. 그의 제안으로 시작된 '결식아동 0 캠페인'은 개시한 지 일주일만에 2000여 명 이상이 동참해 1억원이 넘는 성금을 모았다.

#### 기부 활동
역사문제연구소 부지를 기부하였고, 그 뒤로도 일본군 성노예 문제 해결을 위한 정의기억재단, 한국여성단체연합, 해외 비영리단체 등에 꾸준히 기부를 해왔다.
1989년 이후 박원순이 사회에 환원한 돈은 32억원이 넘는다.

### 서울특별시장

#### 2011년 서울시장 보궐선거
2011년 10월 3일 민주당 소속 박영선, 민주노동당 소속 최규엽, 무소속 박원순 세 후보는 단일화 후보 경선을 치렀다. 3만 명의 선거인단 중 60%라는 투표율을 기록하며 흥행에 성공하였다. 박원순은 이날 경선에서는 박영선과의 접전 끝에 패하였으나 TV토론 배심원단 조사, 일반 시민여론조사를 포함해 이날 실시된 선거인단 투표 결과를 집계한 결과 박원순이 52.15%로 당선되었다.
민주당 손학규 대표는 10월 3일 치러진 범야권 후보 단일화 경선을 "한국 정치사에 중요한 획을 긋는 역사적 사건"으로 규정하며 "유모차를 밀고 투표장에 오는 시민들의 물결은 정치와 정당에 변화를 요구하는 물결이었다, 민주당은 이를 겸허히 수용하고 시대적 흐름에 적극 대응할 것"이라며 '쇄신'의 뜻을 밝히기도 했다.
손학규는 또 야권 단일화 경선에서 민주당 패배를 책임지고 대표직에서 사퇴의사를 밝혔으나 이후 철회했다. 손학규는 철회 의사를 밝힘과 동시에 박원순의 입당 문제에 대해 "개인적으로 박원순 후보가 (민주당 입당) 문제에 대해 자유로워져야 한다고 생각한다, 서울특별시장 선거 승리를 위해 경선에 담긴 시민과 국민의 뜻이 존중돼야 한다"며 "더 큰 시야로 민주당이 민주진보진영 전체를 품어 진보진영의 용광로가 돼야 한다, 더 큰 민주당 안에서 서울시장 선거를 승리로 이끌고 통합을 추진할 것"이라고 말했다.
10월 5일 박원순은 민주당 입당 문제에 대해 이희호 이사장과 만난 자리에서 "사실 민주당과 다른 생각을 갖고 있는 것이 아니다"며 "민주당이 앞으로 다른 정당과 정치세력을 받아들여 더 커지는 과정을 거친다면 저도 함께할 것"이라고 말했다. 또 "입당한 당원은 아니지만 민주당과 생각과 활동을 같이 할 것"이라고 다짐했다.
2011년 10월 11일 박원순은 선거대책위원회 '새로운 서울을 위한 희망캠프'를 공식 출범시켰다. 범야권 단일화의 결과 민주당, 국민참여당, 진보신당 등 야3당이 참여하고 있으며 시민사회, 문화계 인사, 언론계 등이 총 집결하였다.
상임선대위원장은 손학규 민주당 대표가 맡았으며 유시민 국민참여당 대표, 노회찬, 심상정 전 진보신당의 지도 인사와 문재인 노무현재단 이사장, 이해찬, 한명숙 전 총리, 정동영, 이계안, 문성근 등이 주요 인사들이 대거 참여하여 선대위원장직을 맡았다. 범야권 통합후보 경선에서 경쟁한 민주노동당의 최규엽과 민주당의 박영선 역시 경선 당시의 약속을 지켜 선대위원장직을 맡았다.
고문에는 김근태 한반도재단 이사장, 특보단에 최재천 전 의원, 선대본부장에 문용식 나우콤 사장, 정봉주, 천호선 전 의원 등이 참여했다.

#### 서울특별시장 당선
2011년 10월 26일 아침 서울특별시장 보궐선거가 치러졌다. 이날 아침, 박원순의 홈페이지 원순닷컴과 중앙선거관리위원회 홈페이지에 사이버 테러가 가해졌는데, 박원순 지지 성향이 많은 젊은층들이 투표소를 찾기 어렵게 하기 위한 목적으로 한나라당 의원의 보좌관이 벌인 일로 훗날 드러났다. 최종 투표율은 48.6%였으며 박원순은 전체 투표수 가운데 53.40%인 215만 8476표를 획득하여 당선되었다. 한나라당의 나경원 후보와의 득표율 차이는 7.19%의 차이로 서울 전체 25개 자치구 가운데 서초·강남·송파·용산구를 제외한 나머지 21개 구에서 모두 나경원 후보를 앞섰다.
박원순은 별도의 인수 기간 없이 10월 27일 초등학교 5·6학년 무상급식 예산 지원 결재를 첫 업무로 시작하며 서울특별시장 집무에 들어갔다.

#### 제35대 서울시장

##### 전두환 경호 시유지 회수
박원순은 전두환 전 대통령의 사저 경호용으로 경찰에 무상으로 내줬던 시유지의 사용권을 회수하는 방안을 검토하도록 지시했다.
윤종장 서울시 언론담당관은 그동안 "시사편찬위의 옛 부지를 문학창작촌으로 조성하면서 인근 전 전 대통령 사저로 일반인들의 접근이 많아질 것이라고 판단한 서울경찰청이 부지 일부의 사용을 요청했고, 두 차례 실사를 거쳐 공적 용도일 경우 무상으로 사용을 허가할 수 있도록 한 공유재산 및 물품관리법에 근거해 무상 사용 허가를 내줬다"고 설명했다.
서울지방경찰청 관계자는 "아직 서울시의 공식적인 요구가 없어 뭐라고 이야기할 단계는 아니지만, 관련 법률에 따라 경호 부지를 경찰이 마련해야 하는 것은 사실"이라며 "전직 대통령 경호는 보안상 문제도 걸려 있어 쉽게 결정할 사안이 아니므로 서울시와 협의해가겠다 "고 말했다.

##### 재건축 소형 평형 확대
2012년 2월 9일 서울시 도시계획위 소위원회는 개포지구 재건축 소형평형 비중을 50%까지 확대하도록 요구했다.

2월 29일 서울시의 재건축 소형 평형 확대 요구에 반발하는 주민들의 집회가 있었다. 이날 오후 2시 서울시청 앞 서울광장에서 열린 집회에는 1500여명의 개포주공 주민들이 모였다. 개포주공 4단지 주민 이모씨는 "시장은 60평대에 살면서 우리는 계속 소형주택에 살라는 것이냐. 우리도 조금 더 큰 집으로 가고 싶은 욕구가 있는데 이를 완전히 무시한 것은 이해할 수 없다"고 비난했다.
박원순의 서울시장 취임 후 4개월간 서울 재건축 아파트 시가총액은 2조원 이상 감소했다.
권도엽 국토해양부 장관은 "박원순 서울시장의 주택정책은 친서민정책이 아니다. 서울 서민을 결국 서울 밖으로 몰아내는 것이다."고 비판했다.

##### 원전하나줄이기
지역 에너지 정책으로서 에너지 위기와 기후 변화에 대응하기 위해 2012년 4월 시작하였다.

##### 반값 등록금
박원순은 대학생을 위한 주요 선거공약이었던 서울시립대학교의 2012년 고지서에 기재되는 명목등록금을 50% 삭감하는 반값 등록금을 실현하였다. 이를 실현하기 위해 2012년 서울시예산에는 반값등록금 지원예산을 포함하여 830억원 8000만원이 반영되었으며, 서울시립대 학생들의 연 평균 등록금은 238만 7500원으로 인하되었다. 박원순은 등록금 원리금 이자지원 등 조례 제정은 의회와 협력해 나가겠다고 밝혔다.

##### 다문화가족 지원사업 확대
2013년 1월부터 현대차 정몽구 재단과 협력하여 다문화가정 지원사업을 자녀 교육지원, 사회인식개선, 의료지원 등의 영역에서 확대하였다.

#### 제36대 서울특별시장

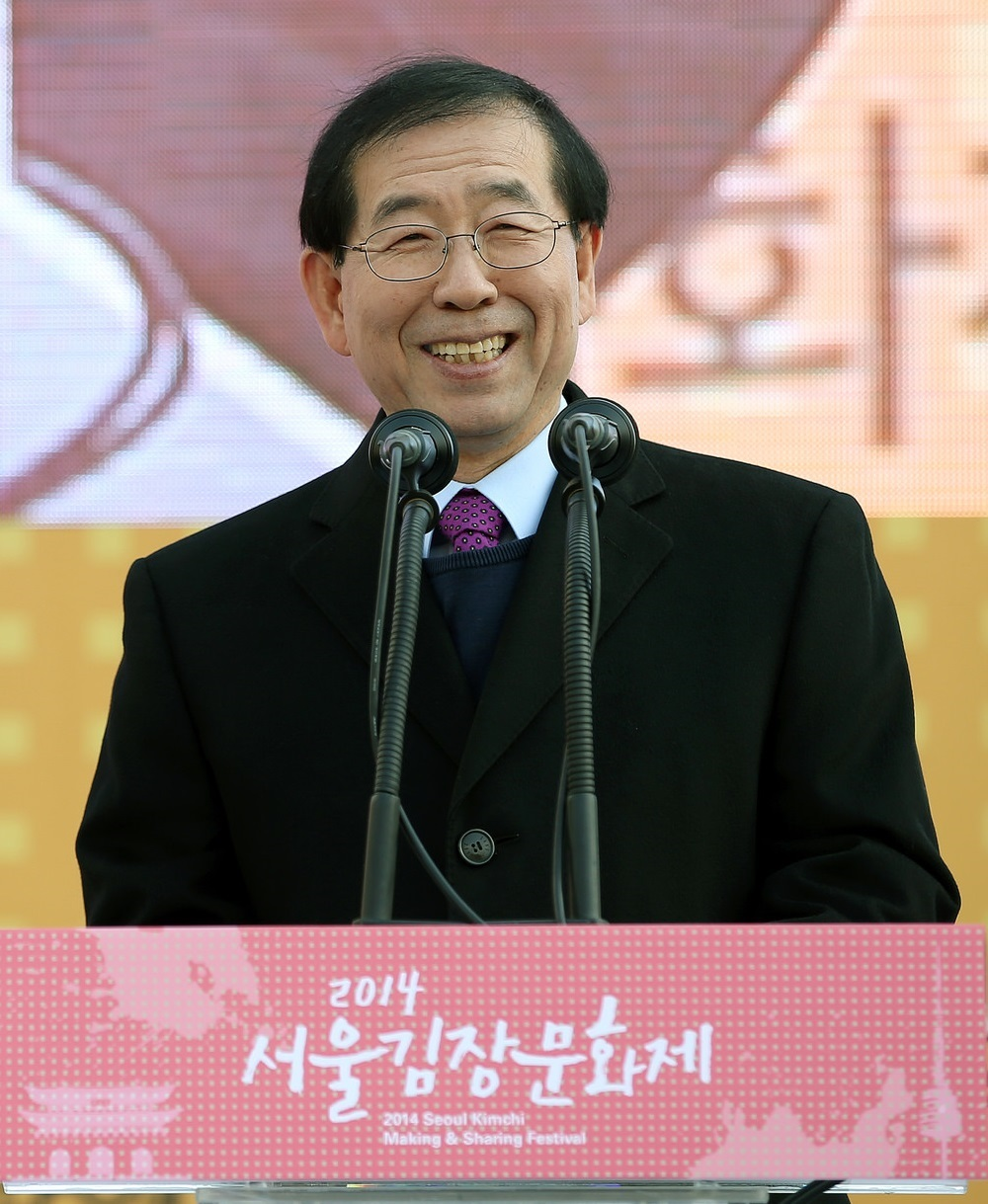
2014년 11월 14일, 서울광장에서 열린 서울김장문화제에서 인사하는 서울특별시장 박원순

2014년 6월 4일에 치러진 대한민국 제6회 지방 선거에서 56.1%의 득표율로 제36대 서울시장에 재선되었다.

##### 뉴타운 수습 및 도시재생
이명박 전 대통령이 서울 시장이던 2002년부터 추진된 뉴타운 사업의 대안으로 도시재생사업을 추진하였다. 그러나 이로 인해 서울 시내 주택 공급 25만여호가 사라지게 되었고 결과적으로 서울시 아파트값 폭등을 가져왔다.

##### 교육협력사업
서울시 교육청과 함께 전국 최초로 2015년부터 30여 개의 사업을 시행했다.

#### 제37대 서울시장
2018년 6월 13일 치러진 제7회 전국동시지방선거에서 김문수와 안철수를 꺾고 3선에 성공하였다.
2018년 7월 22일부터 8월 18일까지 1달 동안 강북구 삼양동에 있는 옥탑방에서 살았다. 박원순은 "살아봐야 안다는 말이 있듯 직접 시민 삶 속으로 들어가 한달 동안 강북구 주민들과 동고동락하면서 무엇이 불편하고 무엇을 개선해야 할지 스스로 발굴해내겠다"고 하였다. 문재인 대통령은 박원순 시장에게 선풍기를 선물하였다.
문재인 정부의 9.13 부동산 대책 발표 이후, 그린벨트 해제 문제를 놓고 정부와 갈등을 빚었다. 집값 급등을 잡기 위해 서울 지역에서 주택 공급을 늘리려면 그린벨트를 일정 부분 해제해야 한다는 것이 정부 입장이나, 서울시는 13일 부동산대책이 나온 직후에도 "그린벨트 해제 대상지를 정부와 협의한 바가 없다"며 그린벨트 해제에 대한 반대 입장을 피력했다. 서울시는 그린벨트 해제 대신 옛 성동구치소 등 '노는 땅'을 활용해 신규 주택 6만 호를 공급할 것을 국토교통부에 제시했다.

## 비서 성추행 피소 후 자살
2020년 7월 8일 박원순의 전직 여비서가 "박원순으로부터 2016년부터 최근까지 성추행 및 음란 메시지 발송에 의한 성폭력 피해를 당했다"며 강제추행, 성폭력처벌법위반(통신매체이용음란, 업무상위력등에의한추행) 혐의로 고소장을 접수했다.
2020년 7월 9일 박원순은 오전 중 연락이 두절된 상태로 실종되었다. 박원순은 오전 10시 40분 서울특별시청 출입기자들에게 '서울시장 공개 일정 취소 안내'라는 제목의 문자를 보내 오후에 예정되어 있던 김사열 대통령 직속 국가균형발전위원회 위원장 면담을 비롯한 모든 일정을 취소하였다. 오전 10시 44분에 종로구 가회동 소재 서울특별시장 공관에서 어두운 점퍼와 검은 바지, 회색 신발과 검은 배낭을 착용한 채 외출한 후 연락이 두절되었으며, 오전 10시 48~49분 경, 종로구 가회동 주민센터 앞에서 누군가를 기다리는 듯한 모습이 CCTV로 포착되었다. 오전 10시 53분 종로구 명륜3가 성균관대학교 후문 와룡공원 CCTV에 박원순 시장의 모습이 마지막으로 잡혔으며, 와룡공원 성곽길을 내려가는 모습이 포착되었다. 후속 보도에 의하면, 고개를 숙이고 빠른 걸음으로 이동했으며 한 여성과 마주치자 급하게 고개를 숙이는 모습도 포착되었다. 낮 12시에서 오후 1시경, 박원순은 딸 박다인과 통화했고, 오후 1시 39분, 고한석 前 비서실장과도 통화했음이 드러났다. 오후 3시 49분, 성북구 성북동 핀란드 대사 관저 인근에서 휴대전화를 사용한 이후 휴대전화의 신호가 끊겼다.
오후 5시 17분, 박원순의 딸 박다인이 "5~6시간 전에 아버지가 이상한 말을 남기고 집을 나갔는데, 불길한 예감이 들어 전화해보니
전화기가 꺼져있다"며 경찰에 실종 신고를 했다. 경찰은 경력 2개 중대와 형사, 드론, 경찰견, 기동대, 경찰특공대 등을 투입해서 박원순을 찾았으며, 소방청도 소방차 10여 대, 119 구조대 등을 동원하여 박원순을 찾았다. 또한 소방청은 혹시 모를 불상사에 대비해 실종 추정 지역에 구급차를 대기시켰다. 뿐만 아니라, 야간수색에서 박원순을 찾지 못한다면 10일 일출과 동시에 헬기도 투입하겠다고 밝혔다.. 박원순 서울시장 실종신고 3시간 뒤, 대부분의 SNS 계정이 닫혔다. 경찰은 박원순 시장이 서울시 전직 비서에게 성추행 혐의로 고소되었다고 밝혔다.

### 사망으로 인한 서울특별시장(葬)
박원순은 7월 10일 오전 (새벽) 12시 1분 서울특별시 종로구 삼청동 북악산 삼청각 인근에서 시신으로 발견되었다. 2020년 7월 9일에 사망한  박원순의 장례는 서울특별시장(葬)으로 5일 간 엄수되었다.
빈소는 서울대학교 병원 장례식장에 마련되었고, 이와는 별개로 서울시청 입구 앞에 시민들이 분향할 수 있는 분향소가 설치되어 13일 밤까지 운영되었다. 서울대 빈소에는 더불어민주당 이해찬 대표, 이낙연 의원, 유시민 노무현재단 이사장 등 그와 정치 생활을 함께했던 동료들이 조문했다. 7월 13일 오전 서울시청 다목적홀 8층에서 박원순의 영결식이 엄수됐다. 영결식은 코로나19 확산 방지를 위해 100명의 최소 인원만 참석한 상태로 진행되었으며 서울시청 유튜브 계정을 통해 온라인으로 생중계되었다. 영결식을 마친 후 박원순의 영정은 서울시청 건물을 한 바퀴 돈 뒤 서울추모공원으로 이동, 화장되었으며 고인의 유언에 따라 경남 창녕의 부모 선영에 안장되었다. 유가족들은 박원순의 유해를 양친 산소 옆에 묻은 뒤 일부는 유언에 따라 부모의 묘에 뿌렸다. 유골 안치 장면은 유가족의 요청에 따라 공개되지 않았다.

## 범죄전력

### 국회의원 선거 낙선 운동
2000년 국회의원 선거 과정에서 박원순은 총선연대 상임공동집행위원장 직함으로, 2000년 1월부터 100일 동안 특정후보에 대해 낙천·낙선운동을 벌이면서 가두시위와 서명운동을 전개하고 플래카드를 사용하였다.
2001년 서울고등법원 형사10부는 원심판결을 파기하고 박원순에게 공직선거및선거부정방지법위반 죄로 벌금 50만원 형을 선고하였다.

### 2012년 재보궐 선거 후보자 허위학력 기재
2012년 재보궐 선거에 서울특별시장으로 출마한 박원순은 '서울대 법대'를 다녔다고 허위로 학력을 기재하였다. 2012년 4월 24일 서울남부지방검찰청은 박원순을 공직선거법위반 죄로 기소유예 처분하였다.

### 비서 강제추행·통신매체 이용 음란행위
박원순은 피해자가 자신의 밑에서 근무한지 1년 반 이후부터 피해자에게 야한 문자, 속옷 차림 사진 등을 보냈고, ‘냄새가 맡고 싶다’, ‘오는 몸매가 멋있다’, ‘사진 보내달라’ 등의 문자를 보냈다.
피해자는 2019년 1월경 다른 부서로 이동하였는데, 2019년 2월경 ‘남자에 대해 넌 모른다’, ‘남자를 알아야 시집을 갈 수 있다’, ‘sex를 알려주겠다’고 하였고, 다음날 남성과 여성의 성관계 과정을 줄줄이 얘기하였다.
2020년 2월경 박원순은 피해자에게 ‘sex를 가르쳐 주겠다’, ‘만나자. 오겠다.’, ‘이제는 같은 부서가 아니니까 들키지 않고 몰래 더 편하게 만날 수 있잖아 ’라고 하였다 등을 보냈다.
위와 같이 박원순은 늦은 밤 시간 피해자에게 부적절한 메시지와 사진, 이모티콘을 보냈을 뿐 아니라, 피해자를 집무실에 불러 네일아트한 손톱과 손을 만지는 등 성적 굴욕감 또는 혐오감을 느끼게 하는 성희롱을 행하였다.

## 논란

### 아들 병역 기피
박원순의 아들 박주신은 2011년 9월 공군에 입대했다가 사흘 후 통증을 호소한 후 병원의 검진을 거쳐 디스크 판정을 받아 4급 공익근무요원으로 병역을 마쳤다. 병역 기피 논란이 일자 박주신은 2012년, 연세대학교 세브란스병원에서 공개적으로 MRI를 찍었고 병원은 "두 곳의 MRI 사진은 동일인의 것" 이라고 밝혀 논란은 끝나는 듯 했다. 그런데 일부 전문의들이 계속 의혹을 제기했다. 영상의학 전문가인 양승오 박사는 "자생병원에서 찍은 박주신 MRI 사진은 20대가 아닌 40대 남성의 것"이라고 단언했다. 또한 박주신이 2014년 영국 유학을 앞두고 비자 발급용으로 찍은 가슴 방사선 사진과 자생병원에서 병역 면제용으로 제출한 MRI와 함께 포함된 흉부 사진은 흉추의 극상돌기와 석회화 소견 등이 모두 일치하지 않는다고 주장하고 있다. 박원순은 허위사실을 유포했다며, 의혹을 제기한 핵의학과 양승오 박사와 치과의사 김우현 박사 등 7명을 선관위에 고발했다가 취하하겠다는 뜻을 밝혔다. 그러나 오히려 의사들이 법정에서 판단을 받겠다며 주장해 재판은 9개월째 진행 중이다. 양측의 입장이 팽팽히 맞선 가운데 2015년 시민 1천 명으로 구성된 시민단체가 박주신을 병역법 위반 혐의로 고발했다. 검찰은 해당 사건을 공안 2부에 배당하고 본격 수사에 착수했다.
미래창조과학부 산하 동남권원자력의학원 암센터 병원장을 지낸 양승오 박사는 국제적으로 권위를 인정받고 있는 영상의학전문가다. 양승오 박사 등 의학자들과 변호사들이 제기하고 있는 이 사건 7대 의혹은 다음과 같다.
- 2011년 8월 말 공군훈련소에서 촬영한 엑스레이에서는 극상돌기가 휘어있고 석회화 현상이 보이지 않는다. 그러나 약 4개월 뒤 촬영한 자생병원 엑스레이에선 극상돌기가 정방향으로 돌아와 있고 석회화 현상이 나타난다. 2014년 7월 촬영된 비자발급용 엑스레이를 보면, 극상돌기가 다시 휘어져 있고, 석회화 현상은 자취를 감췄다. 이런 사실은 박주신 명의의 엑스레이 피사체가 동일인이 아니라는 점을 시사한다.
- 박주신 명의의 허리 MRI 사진을 통해 확인할 수 있는 골수신호강도는 20대로서는 불가능한 골수강도이다. 유럽 근골격 방사선학회 골다공위원장인 이탈리아 Foggia 대학교 영상의학과 주세페 굴리엘미 박사도 동일한 견해를 표명하고 있다.
- 박주신 치아 엑스레이 사진을 보면, 치아 2개는 아예 없고, 아말감으로 때운 치아가 무려 14개에 달한다. 아말감(Amalgam) 치료는 변색과 수은증기 발생 등 여러 가지 단점을 갖고 있어, 1990년대 들어서면서 사용빈도가 크게 줄었다. 1980년대 중반에 출생한 서울 방배동에 사는 중산층 청년이, 치과의사는 물론 환자들도 기피하는 아말감을 이용한 치과 치료를 이처럼 많이 받았다는 것은 이해하기 힘들다.
- 박주신의 치아를 치료했다고 주장하는 치과의사 문모씨가 검찰에 증거로 제출한 요양급여 청구내역에 기재된 유령 건강보험증 번호는 2009년 3월 1일 박원순이 ’희망제작소’에 근무하면서 취득한 직장건강보험증 번호이다. 문제는 치과의사 문 씨가 박주신을 치료했다는 2005년 8월에는 ‘희망제작소’가 존재하지 않았다는 사실이다. ‘희망제작소’는 2006년 3월 27일 설립됐다. 나아가 문씨가 박주신을 추가 치료했다고 진술한 2008년 11월과 12월은, 박원순이 희망제작소 건강보험 자격을 취득하기 전이었다.
- 연세대학교 세브란스 방사선사 A씨는 대포폰 의심 휴대폰 이용자와 1천 회 넘게 통화했다. A씨가 출처 불명의 제3자와 집중적인 통화를 한 시기가 검찰의 수사 기간과 중복된다는 점에서, A씨의 통화 상대방이 병역비리 브로커일 가능성이 높다.
- 병무청 징병관이 심사위원회를 거치지 않고, 단독으로 박주신의 병역처분을 변경했다. 문제는 박주신에게 병사용 진단서를 발급해준 의사는 10여 년 전 군의관 시절 병역비리에 연루되어, 재판을 받고 징역 1년의 선고, 집행유예 판결을 받았다.
- 2012년 2월 공개신검 현장을 촬영한 서울시 동영상에서는 중요 부분이 편집된 것으로 보이는 장면이 다수 발견된다.

2016년 2월 17일 양승오 박사 등에 대한 형사재판 1심 법원은 박주신 병역비리 의혹이 사실이 아니라며 양승오 박사 등에게 벌금 1,500만 원을 선고하는 등 피고인 전원에게 유죄를 선고하였고, 피고인들은 상식에 어긋나는 판단이었다고 주장하며 항소하겠다고 밝혔다.

### 20~30대 여비서 채용해 사적영역 노무 지시
박원순은 서울특별시장 비서실 데스크 비서에 20~30대 신입 여성 직원을 배치해 왔고, 비서에게 일정 관리 및 하루 일과의 모든 것을 살피고 보좌하는 업무 외에 샤워 전･후 속옷 관리, 약을 대리처방 받거나 복용하도록 챙기기, 혈압 재기 및 명절 장보기 등 사적영역에 대한 노무까지 수행하게 하였다.

### 친중 사대
'서울 관광대책본부장’을 자임한 박원순이 메르스로 발길을 돌렸거나 아직도 관광을 주저하고 있는 유커들을 다시 오게 하기 위해 민•관합동 홍보사절단(민간: 중화동남아여행업협회장, 한국여행업협회 부회장, 서울관광마케팅 대표와 9개 관광·여행 관련 기업 관계자 18명)을 구성해 2015년 8월 2일부터 6일까지 3박5일 간 중국의 행정수도 베이징, 경제수도 상하이, 중화권 관광객이 가장 많은 광저우를 방문하는 일정을 시작하는 기자 간담회에서 "서울시나 대한민국이 중국을 잘 활용해야 한다"고 하면서 "그러면 우리가 손해 볼 일이 하나 없다. 오히려 교착상태에 이른 대한민국 경제를 성장시킬 수 있는 절호의 기회”라고 말하면서 "한국은 중국이라는 달리는 말 궁둥이에 붙어 만 리를 따라가는 파리와 같다."고 비유하여 일부 보수 계층에서 친중 사대라고 비판했다.

### 대중교통 무료 정책
서울시에서 미세먼지 저감을 위해 2018년 1월 15일, 17일, 18일 3일 동안 '출퇴근시간대 대중교통 무료 정책'을 시행했으나, 비용 대비 효과가 없다는 지적이 나오면서 폐기되었다. 무료 정책 1회 시행에 50억 원, 총 150억 원의 비용이 들었는데, 효과를 살펴보면 서울지역 초미세먼지(PM-2.5) 하루 평균 배출량(34t)의 최대 3.3%(1.1t)가 정책 시행으로 감축된 것으로 추정된다. 또한 대중교통 무료 이용 기간 도로 통행량은 0.3∼1.7% 감소했다. 반면에 지하철 이용객은 3.5∼5.8%, 시내버스는 4.0∼9.4% 증가했다. 또한 대중교통 무료 정책을 시행하면 평소 대중교통을 이용하는 이들은 대중교통 이용량 증가로 인한 피해를 보고, 정작 미세먼지를 뿜는 자가용 운전자들이 교통 체증 감소로 이득을 보게 된다는 지적이 있었다. 더군다나 정책을 시행한 1월 15일 오전에는 초미세먼지(PM2.5) 농도가 비상저감조치 발령 기준에 못 미치는 보통 수준이어서 "잘못된 예보 때문에 예산 낭비하는 게 아니냐"는 지적도 나왔다.

### 서울시 브랜드 문제
서울시의 새로운 브랜드인 'I·SEOUL·U', '나.서울.너'에 대해서도 논란이 있다.
박원순과 같은 당에 속해있는 손혜원 새정치민주연합 홍보위원장은 페이스북에 올린 글에서 "디자인을 보면서 대한민국의 디자이너로서 저는 솔직히 부끄럽다", "단어들을 억지스럽게 나열해 쉬운 단어인데도 불구하고 무슨 뜻인지 헷갈리게 돼 있다"며 "설명을 들어도 납득이 잘 되지 않는데 전문가인 제가 납득이 쉽지 않다는 것은 심각한 상황"이라고 비판했다. 이에 대해 '문재인 편들기를 위한 노골적인 흠집내기', '새누리당 측에 박 시장을 공격할 빌미를 주는 것'이라는 비판도 제기되었는데, 손 위원장은 "이 일은 정치와 관련 없는 브랜드의 본질적 가치에 관한 일"이라고 대응했다.
새 브랜드에 대한 비판에 대해 박원순은 "새 브랜드 선포는 시민이 다 한 것으로 무려 1만 7천여 개의 응모가 접수됐고 전문가가 도움을 주긴 했지만, 시장도 일체 관여하지 못했다"며 "이렇게 브랜드를 만드는 것 자체가 획기적인 방식 아니냐"라고 대응했다. 이어 "어느 브랜드도 처음부터 환영받지 못했다. 'I♥NY(아이 러브 뉴욕)'도 뉴욕시의 위상이 높아졌기 때문에 유명해진 것으로 서울도 위상이 높아지고 홍보가 될수록 브랜드의 의미가 확장성을 더 가질 것"이라고 반박했다.

### 옥탑방 거주 체험
옥탑방 거주에 대해서 시민들 사이에서는 "의미 있는 체험"이라는 긍정 평가와 "보여주기식 세금 낭비"라는 비판이 엇갈린다. 동네 주민 김인영(82)은 "삼양동은 서울에서도 가장 어려운 동네인데 여기가 어떤지 살아본다는 데 의미가 있다. 아예 모르는 것보다는 훨씬 좋지 않으냐"고 평가했다. 반면 서울시 예산으로 지불한 옥탑방 1달치 월세가 200만 원이었으며, 기록적인 폭염 중 에어컨 없는 옥탑방에서 비서관 2명이 옆방에 기거한다는 사실이 알려지며 행정 낭비라는 지적이 제기됐다. 하태경 바른미래당 의원은 "진정 서민 체험하고 싶다면 한달이 아니라 임기 4년 내내 옥탑방 사시길 권합니다"라고 발언했다.

### 여의도·용산 개발 번복
2018년 7월 싱가포르 순방 중 여의도와 용산 개발 계획을 밝혔다. 그러나 이후 여의도와 용산을 비롯한 서울 집값이 급등하면서 박원순은 개발을 보류하기로 했다. 실제로 한국감정원의 '주간 아파트값 동향'에 따르면, 박원순의 '여의도·용산 통개발' 발언 직전인 7월 9일부터 8월 20일 사이 여의도가 속한 영등포구는 1.81%가 올라 서울에서 아파트 매매값이 가장 많이 올라갔으며, 용산구도 1.76%가 올라 3위를 기록했다. 같은 기간 서울 전체적으로도 아파트 매매가가 평균 1.14% 상승했다. 특히 20일 기준 지난 13일 대비 서울 평균 아파트 매맷값은 0.37%가 올랐는데, 이는 30주 만의 최대 상승폭이다.

### 신천지 법인설립 허가 및 표창장 수여
전임 오세훈 시장 재임 때는 신천지의 법인등록이 허가되지 않았으나, 박원순이 시장으로 취임한 지 한 달만인 2011년 11월에 논란이 되었던 신천지가 서울시에서 사단법인 설립 허가를 받았다. 신천지는 김문수가 도지사로 있던 경기도나, 김관용이 도지사로 있던 경상북도에서는 법인등록에 실패하였다.
박원순은 2014년과 2016년에 신천지에 두 차례 표창장을 수여하였다.
그러나 대구광역시에서 신천지발 코로나19 집단 감염이 벌어졌고, 2020년 3월 26일 서울시는 허가조건을 위반했다고 판단해 민법 제38조에 따라 사단법인 설립 허가를 취소시켰다.

### 여비서에 대한 성추행
2020년 7월 8일 박원순의 전직 여비서가 "박원순으로부터 2016년부터 최근까지 성추행 피해를 당했다"며 서울지방경찰청에 강제추행, 성폭력처벌법위반(통신매체이용음란, 업무상위력등에의한추행) 혐의로 고소장을 접수했다. 이에 이를 인지한 박원순은 결국 고소장 접수 다음날 스스로 목숨을 끊어 사망했다. 국가인권위원회의 직권조사 및 법원 판결로 피해자인 여비서와 변호사의 도움으로 고발한 성추행 및 음란메시지 전송에 대한 혐의는 사실로 인정되었다.

#### 성폭력 피해자의 고발 및 의혹 제기
전 여비서는 김재련 변호사와 함께 8일 밤 경찰을 찾아가 9일 새벽까지 관련 조사를 받았고, "비서 일을 시작한 이후 지속적으로 성추행을 당했으며, 본인 이외에 더 많은 피해자가 있다"고 주장했다. 박원순이 신체접촉 외 휴대폰 메신저 '텔레그램'을 통해 개인적 사진을 수 차례 전송했다며, 이같은 내용의 증거를 경찰에 제출했다. 고소장에서 전 여비서는 박원순이 집무실 내부에서 몸을 만지거나, 집무실 내부에 있는 침실에 들어오길 요구하고 손을 잡으며 안아 달라고 했다고 주장했다. 또 박원순이 퇴근 후 수시로 텔레그램으로 본인의 속옷 차림 등 음란한 사진과 성희롱성 문자를 보냈으며 사진을 요구하기도 했다. 경찰은 고소장이 접수됨에 따라 소환 일정을 조율하고, 사실 확인에 나섰다.
허나 박원순이 사망함에 따라 검찰사건사무규칙 제69조에 의해 '공소권 없음'으로 종결했다. 전적 비서 측은 7월 13일 '서울시장에 의한 위력 성추행 사건 기자회견'을 열었고, 4년간 위력에 의한 성추행을 당했으며 다른 부서로 발령된 뒤에도 지속됐다고 주장했다.
전 여비서는 박원순이 신체접촉 외 휴대폰 메신저 '텔레그램'을 통해 개인적 사진을 수 차례 전송했다고 주장하며, 증거를 경찰에 제출했다. 또한 경찰에 "더 많은 피해자가 있다"며 "박 시장이 두려워 아무도 신고하지 못했지만 본인이 용기를 냈다"고 밝혔다. 여비서는 고소장을 통해 "박 시장은 2016년 이후 집무실에서 지속적으로 성추행 및 성희롱을 했으며, 집무실 내부에서 몸을 만지거나, 집무실 내부에 있는 침실에 들어오길 요구하고 손을 잡으며 안아 달라고 했다"고 한다. 또한 "박원순 시장이 퇴근 후 수시로 텔레그램으로 본인의 속옷 차림 등 음란한 사진과 성희롱성 문자를 보냈으며 사진을 요구하였다"고 주장하였다. 박원순은 향후에 문제가 될지 모른다는 생각에 대화방을 삭제하라는 지시도 내렸으며, 이에 서울시청의 다른 직원들에게 피해 사실을 알렸으나 도움을 받지 못하였다고 한다. 여비서는 완곡한 거부 의사를 표현했으나 박원순의 성적 수치심을 주는 대화는 계속됐다고 주장했다. 여비서는 최근 사직한 후 정신과 상담 등을 받던 중 엄중한 법의 심판과 사회적 보호를 받는 것이 치료와 회복을 위해 선결돼야 한다고 판단해 고소를 결심하게 됐다고 밝혔다.
여비서 측 변호사는 7월 13일 기자회견에서 "전직 여비서는 공무원으로 임용돼 서울시청이 아닌 다른 기관에서 근무하던 중 서울시청의 연락을 받고 면접을 봐 4년여간 비서로 근무했다"며 "해당 인물이 시장 비서직으로 지원한 적 없다"고 말했다. "범행은 비서직을 수행하는 4년 동안, 그리고 다른 부서로 발령이 난 이후에도 지속됐다"며 "범행 발생 장소는 시장 집무실과 집무실 내 침실 등이었다"고 말했다. 이어 "상세한 방법은 말씀드리기 어려우나, 신체를 밀착하거나, 무릎에 자신의 입술을 접촉했다"며 "집무실 안 침실로 불러 신체적 접촉을 하고, 텔레그램 비밀 대화방에 초대해 지속적으로 음란한 문자나 속옷만 입은 사진을 전송해 성적으로 괴롭혀왔다"고 주장했다.
2020년 12월 23일 전직 여비서가 박원순에게 보낸 편지가 공개되었다.

#### 국가인권위원회 조사 및 법원 판결을 통한 사실 인정
2021년 1월 14일, 동일한 피해 여비서에 대한 준강간치상 혐의로 기소된 서울시장 비서실 직원 정모 씨의 재판에서, 서울시 공무원 정모에 대해 3년 6개월을 선고하고 법정구속하면서 박원순의 성추행을 "전제 사실"로서 적시하였다. 재판부는 박원순이 여비서에게 속옷 사진을 보내며 "냄새를 맡고 싶다" "몸매 좋다" 등의 음란 문자를 보냈다는 사실을 확인하였다. 재판부는 박원순의 성추행 사실에 대해 "여러차례의 피해자 진술에 비춰보면 피해자가 박 전 시장의 성추행으로 상당한 정신적 고통을 입은 것은 틀림없는 사실"이라고 판시했다. 재판부는 피해자가 진술한 피해 내용인 박원순의 비서로 근무하는 동안 박원순이 야한 문자와 속옷 사진을 보냈고, "냄새를 맡고 싶다", "몸매 좋다", "사진 보내달라"는 등 문자를 보낸 사실을 인정했다. 또 박원순이 피해자가 다른 부서로 옮겼는데도 "남자에 대해 모른다", "남자를 알아야 시집을 갈 수 있다", "섹스를 알려주겠다"고 문자를 보낸 것도 인정했다. 이는 재판부가 정 씨에 대한 선고를 통해 박원순의 여비서에 대한 성추행을 사실로 인정한 것이다.
2021년 1월 25일 국가인권위원회는 전원위원회를 열고 박원순 전 시장의 성추행 의혹을 직권 조사한 결과를 인용하기로 의결했다. 인권위는 "박 전 시장이 피해자에게 행한 성적 언동은 인권위법에 따른 성희롱에 해당한다고 판단하고 서울시 등 관계기관에 피해자 보호 및 재발 방지를 위한 개선 권고 등을 결정했다"고 밝혔다.

## 가족
아버지 박길보, 어머니 노을석 사이에서 차남으로 태어났으나, 형이 17세가 되던 1969년 행방불명 상태였던 작은 할아버지에게 입양되었다. 이에 박원순과 그의 형 모두 호적상으로는 독자(獨子)가 돼 병역 단축 혜택을 받았다. 이를 두고 병역 면탈을 위해 호적 공무원과 법률상 무효인 입양을 공모한 의혹이 제기됐다.
- 생부: 박길보 (1915년 전~1984년)
- 생모: 노을석
- 종조부(양부): 박두책
- 종조모(양모): 이애자
  - 종고모(양누나): 박화자 (1937년)
  - 형: 박우순
  - 누나: 박순녀
  - 자형: 권상이
    - 조카: 마약 사범으로 중국 교도소에 복역 중이었으나 한중간 체결한 범죄자 인도 조약으로 2016년 한국으로 이송되었다.[94]

  - 배우자: 강난희
    - 아들: 박주신 (1985년~)
    - 딸: 박다인 - 박원순 실종 당시 신고자, 서울대학교 미대에서 서울대학교 법대로 전과.

  - 사돈: 맹경호 - 롯데호텔 상무
    - 며느리: 맹혜영

## 학력
- 장가국민학교 졸업
- 영산중학교 졸업
- 경기고등학교 졸업
- 1975년 서울대학교 입학
- 1975년 서울대학교 제적
- 1985년 단국대학교 사학 학사

### 비학위 수료
- 1992년 LSE 국제법 단기교육수련과정 수료

## 경력
- 1978년 제8회 법률사무관시험 합격
- 1978년~1979년 춘천지방법원 정선등기소장
- 1980년 제22회 사법시험 합격
- 1981년~1982년 사법연수원 12기 연수
- 1982년 대구지방검찰청 검사
- 1986년 초대 역사문제연구소 이사장
- 1988년 민변 창립회원
- 1989년~1991년 한겨레신문 논설위원
- 1995년~2002년 참여연대 사무처장
- 1998년 감사원 부정방지위원대책위원회 위원
- 1999년 국회 제도운영개혁위원회 위원
- 2000년 일본군 성노예전범국제법정 공동검사
- 2000년 법무부 민사소송개정 심의위원
- 2000년 부패방지입법시민연대 공동대표
- 2001년~2010년 아름다운재단 상임이사
- 2002년~2009년 아름다운가게 상임이사
- 2003년 국세청 세정개혁추진위원회 공동위원장
- 2003년 사법개혁위원회 위원
- 2003년 3월~2011년 9월 풀무원홀딩스 사외이사[95]
- 2004년 3월~2009년 2월 포스코 사외이사[96]
- 2005년 미국 스탠퍼드대학교 방문교수
- 2006년 3월~2011년 9월 희망제작소 상임이사
- 2011년 10월 26일 2011년 하반기 재보궐선거 당선(민선 5기, 서울특별시장, 무소속, 초선)
- 2011년 10월~2014년 6월 제35대 서울특별시장(민선 5기, 무소속→민주통합당→민주당→새정치민주연합, 초선)
- 2011년 10월~2015년 4월 한국상하수도협회 회장
- 2011년 10월~2020년 7월 서울시립대학교 운영위원장
- 2014년 6월 4일 제6회 전국동시지방선거 당선(민선 6기, 서울특별시장, 새정치민주연합, 재선)
- 2014년 7월~2018년 6월 제36대 서울특별시장(민선 6기, 새정치민주연합→더불어민주당, 재선)
- 2017년: 대통령비서실 아세안 특사
- 2018년 6월 13일 제7회 전국동시지방선거 당선(민선 7기, 서울특별시장, 더불어민주당, 3선)
- 2018년 7월~2020년 7월 제37대 서울특별시장(민선 7기, 더불어민주당, 3선)
- 2018년 8월~2019년 7월 제12대 전국시도지사협의회 회장
- 2018년 8월~2019년 7월: 대통령직속 국가균형발전위원회 당연직위원
- 2019년 5월~2019년 7월: 국가기후환경회의 지차제위원
- 한국상하수도협회 부회장

## 논문
- 일본 전쟁 범죄 처벌, 지금도 가능한가: 1993년
- 동경전범재판, 그 능욕과 망각의 역사: 1994년
- 세계 각국은 과거사를 어떻게 처벌했는가: 1995년
- 부패방지의 제도적 개혁방안: 1997년
- 한국시민사회의 제도적 개혁과제: 1998년
- 도쿄역사여성법정 참가기: 2000년
- 비영리단체의 재정 투명성: 2004년

## 저서
- 국가보안법 연구 1.2.3권 - 역사비평사, 1989년~1991년
- 일본의 전쟁범죄연구 -아직도 심판은 끝나지 않았다, 한겨레신문사, 1995년
- 한국의 과거청산연구 -역사가 살아야 민족이 산다, - 한겨레신문사, 1996년
- NGO - 시민의 힘이 세상을 바꾼다 -예담, 1999년
- 내목은 매우 짧으니 조심해서 자르게, 세기의 재판이야기 - 한겨레 신문사, 1999년
- 박원순변호사의 일본시민사회 기행 - 아르케, 2001년
- 한국의 시민운동 프로크루스테스의 침대 - 당대, 2002년
- 성공하는 사람들의 아름다운 습관,나눔 - 중앙M&B, 2002년
- 역사가 이들을 무죄로 하리라 - 한국 인권 변론사, 2003년
- 세상은 꿈꾸는 사람들의 것이다 - 나남, 2004년
- 야만시대의 기록 1.2.3권 - 역사비평사, 2006년
- 고속도로 통행권에 복권을 붙이면 좋겠네- 중앙M&B, 2007년
- 희망을 심다 - 알마, 2009년
- 마을이 학교다 - 검둥소, 2010년
- 아름다운 세상의 조건 - 한겨레신문사, 2010년
- 원순 씨를 빌려 드립니다 - 21세기북스, 2010년
- 세상을 바꾸는 천 개의 직업 - 문학동네, 2011년
- 올리버는 어떻게 세상을 요리할까? - 이매진, 2011년
- 마을회사 - 검둥소, 2011년
- 마을, 생태가 답이다 - 검둥소, 2011년
- 열혈청춘: 우리시대 멘토 5인이 전하는 2030 희망 프로젝트 - 도서출판 휴(休), 2011년
- 행복한 진로학교: 7인의 멘토가 제안하는 직업찾기 발상전환법 - 시사IN북, 2011년
- 《박원순, 생각의 출마》. 더봄. 2017년. ISBN 9791186589953
- 몰라서 물어본다 - 행복한책읽기, 2018년
- 한국 경제규칙 바꾸기(Rewriting the Rules of the Korean Economy) - 서울연구원, 2018년

## 상훈
- 1998년 한국여성단체연합 제10회 올해의 여성운동상
- 2002년 제15회 심산상 학술 및 시민운동 공로부문
- 2002년 서울지방변호사회 공익봉사상
- 2003년 시민의 신문 올해의 활동가상
- 2003년 희망 이웃돕기 유공자 포상식 국민포장
- 2006년 제10회 만해대상 실천부문
- 2006년 필리핀 막사이사이상 공공봉사부문
- 2007년 제21회 단재상 학술부문
- 2009년 제15회 불교인권
- 2014년 세계도시 전자정부 평가 특별공로상
- 2014년 2014 매니페스토 약속대상 선거공약분야 최우수상

## 역대 선거 결과
|  | 53.40% |

|  | 56.12% |

|  | 52.79% |

## 소속 정당
| 소속 정당 | 소속 정당      | 소속 기간 | 비고           |
| --------- | -------------- | --------- | -------------- |
|           | 무소속         | 2011~2012 | 정계 입문      |
|           | 민주통합당     | 2012~2013 | 입당           |
|           | 민주당         | 2013~2014 | 당명 변경      |
|           | 새정치민주연합 | 2014~2015 | 합당           |
|           | 더불어민주당   | 2015~2020 | 당명 변경 사망 |

## 같이 보기
- 서울특별시장
- 조선불교근로보국대
- 참여연대
- 아름다운재단

## 참고 문헌
- 온라인시장실 - 서울시장 홈페이지
- 원순닷컴 - 박원순 블로그
- 스나이퍼 박, 걸리면 다 보낸다! 정봉주의 전구. 2016년 1월 17일.